# 天使

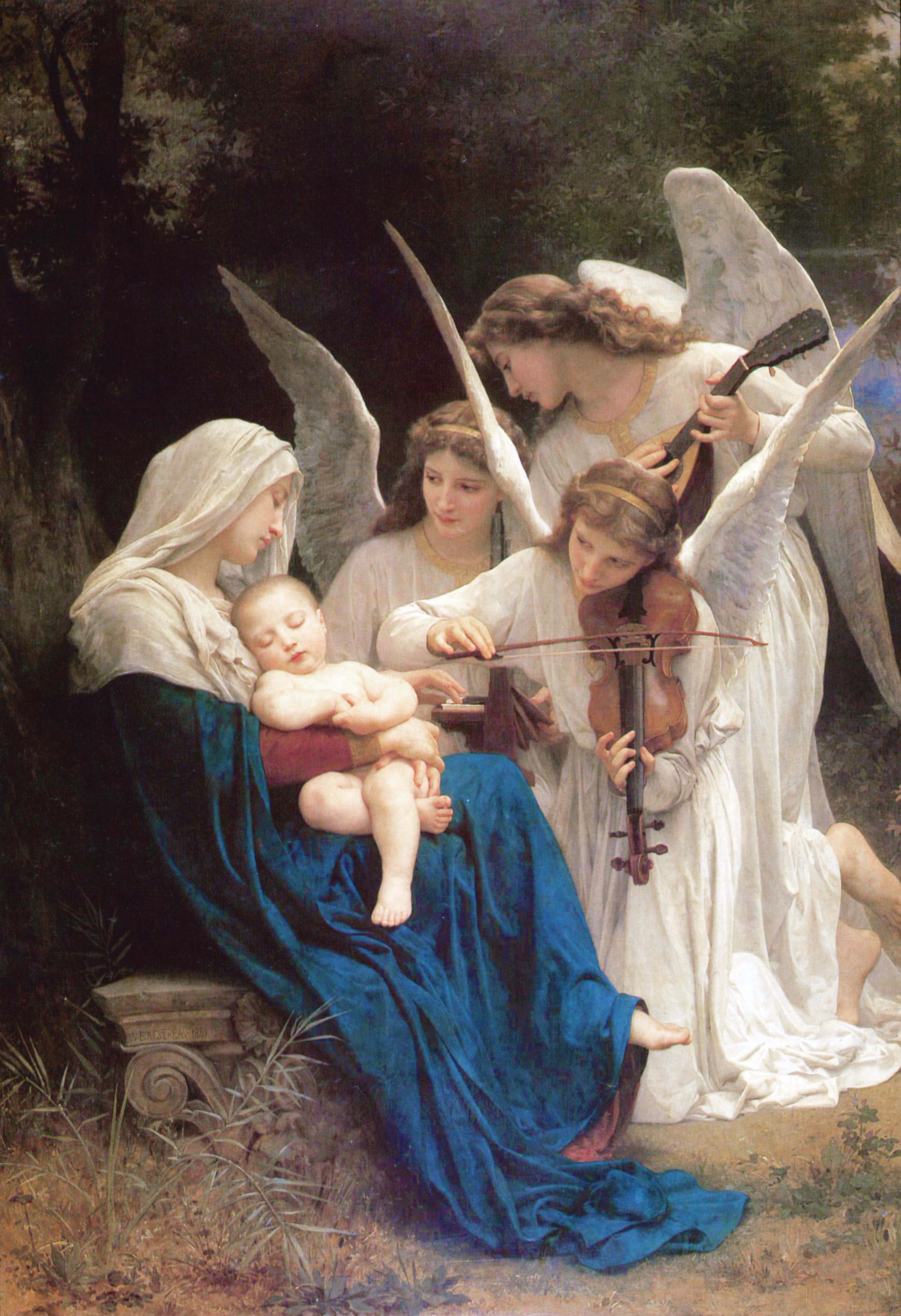
歌を歌う天使達。ウィリアム・アドルフ・ブグロー (1881)。

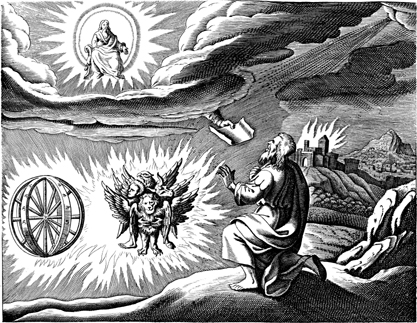
旧約聖書『エゼキエル書』1:4-5に登場する天使。左がオファニム、他にメルカバー、ハシュマルが書かれている。キリスト教の他の聖書（イザヤ書41:10、ルカによる福音書 2:9-10など）では、天使は度々「恐れるな」と一言添えてから登場することから、人間から一目見て恐れられることを自覚していると考えられる。

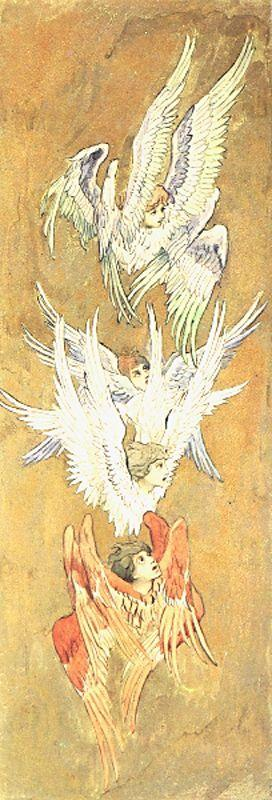
セラフィム。ヴィクトル・ヴァスネツォフ (1885-1896頃の作品)。

天使（てんし、英: angel、[éɪndʒəl] ( 音声ファイル)（エィンジェル））は、ユダヤ教、キリスト教、イスラム教 の聖典や伝承に登場する神の使いである。

## 語源
英語の angel はギリシア語のアンゲロス（ἄγγελος；angelos）に由来し、その原義は「伝令」「使いの者」である。古代ギリシア・ローマ世界では、アンゲロスは生身の人間としての伝令を表す言葉であると同時に、神々と人間の中間の霊的存在としての伝令を指す言葉でもあり得た。古代の非キリスト教徒のネオプラトニストは、アンゲロスを神々やダイモーンのような超自然的存在として扱った。また、「密使」を意味するペルシア語の「アンガロス」や「神の霊」の意であるサンスクリットの「アンギラス」も、ギリシア語のアンゲロスとともに語源に挙げられることがある。

## ユダヤ教における天使
天使は、ヘブライ語ではマルアハ (םַלְאָךְ [mal’aḵ]) という。これは「遣わす」を意味する語根 √l’k の派生語である。
ユダヤの伝承では、天使サンダルフォンやメタトロンなどが存在する。サンダルフォンなどは背の高さが世界の大きさの半分に達するなど、「御使い」としての天使とはかなりイメージや存在が異なる。
また、ユダヤ教の聖書（キリスト教でいう旧約聖書）に明確に記述される天使に関しては、キリスト教の天使と認識はあまり変わらない。

## キリスト教における天使
キリスト教において天使は主の御使いである。天使 (angel) の語源は「伝令」(messenger) を意味する後期ギリシア語の ἄγγελος (ángelos) である。ヘブライ語聖書（キリスト教でいう旧約聖書）で天使を指しているヘブライ語の מלאך (mal'akh) も同じ意味である。
語源が示すように、旧約・新約双方において、天使が神のお告げを伝える伝令としての役目を負っている場面はいくつも描かれている。また、天使たちは人間が歩む道すべてで彼らを守るよう神から命じられている（詩91:11）。
しかし、ヨハネが天使より与えられた黙示を伝えるという体裁を取った黙示録では、伝令の枠に収まらない働きをしており、天使が吹きならすラッパにより世界に災厄が訪れたり、天使たちが天で悪魔と戦ったり（黙12:7-9）している。また マタ25:31-36 の記述から、最後の審判にも天使が関わるものと考えられている。
マタ24:36より、天使は全知ではないと考えられ、トマス・アクィナスもこれを支持している
。

### 訳語
ギリシア語原典ではアンゲロス（の変化形）となっている箇所は、『新共同訳聖書』等では「天使」と訳されているが、1954年版の日本聖書協会翻訳 のようにこれを「御使い」と訳しているものもある。
日本正教会ではアンゲロス等の訳語として「天使」、「神使」、「神の使い」が用いられる。
ただし、旧約聖書に登場する「神の使い」の中には、神として書かれているものもあり、それゆえ天使ではなく受肉前のイエス・キリストを表すものと考えられるものもある。

### 天使の姿、人格、実在性

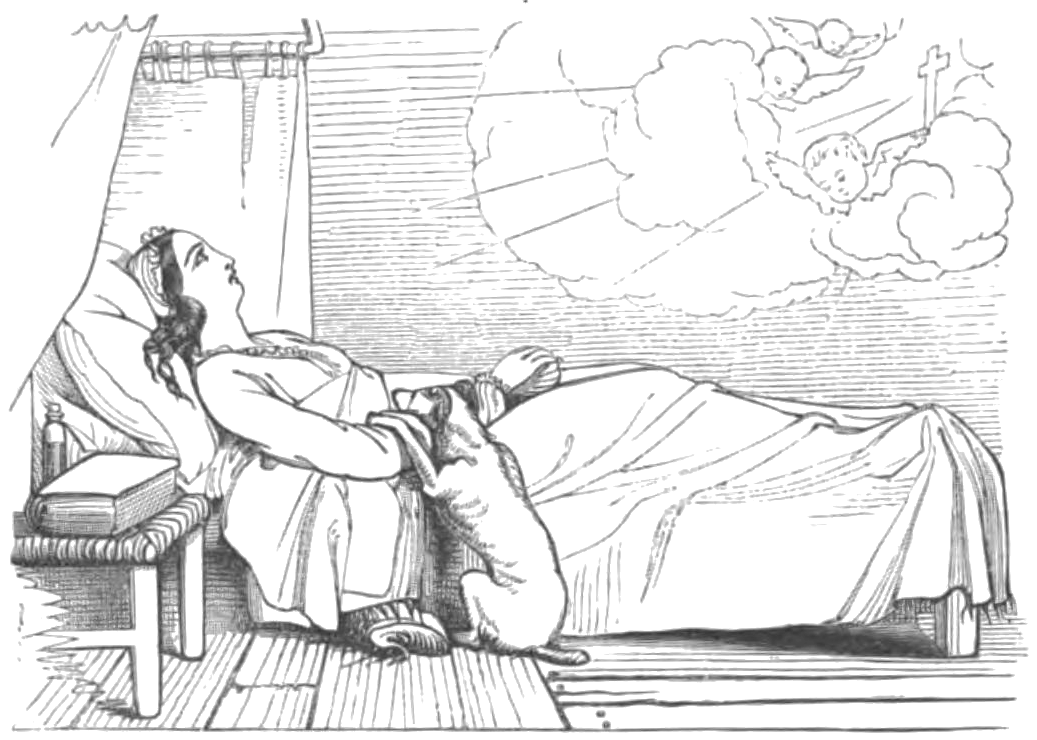
「お迎え現象」の光景を描いたとされる、フレデリック・フェアホルトによる絵

天使たちは肉体を持つのか、それとも完全に霊的 (spiritual) なものなのかについては、教父たちの間でも意見が分かれている。日本正教会は、天使は物質的な世界ではなく霊的な世界に属するが、「しばしば人間の目に見える形で現われたり」するとしている。
今日の絵画では天使に翼が描かれることが多いが、聖書には天使の翼に関する記述は少なく、初期の絵画では天使に翼は描かれないこともあった。天使に翼が描かれている中で知られているうちで最古のものは、テオドシウス1世の治世（379年–395年）に作られた「君主の石棺」である。
マルコ12:25から天使に性別はないものと思われる。絵画では天使を男性風に描く場合も女性風に描く場合もあるが、19世紀までは性別がわからないように書くのが普通で、女性に見える場合も胸がないのが普通であった。
宗教改革者ジャン・カルヴァンは『キリスト教綱要』でキリスト教徒を守るために遣わされる御使いについて教えており、今日の福音派においても、神の御使いとしての人格をもった天使が存在すると考えられている。ただし、カルヴァンは綱要でローマ・カトリックの天使に関する教えについて批判している。
自由主義神学（リベラル）では、天使は擬人的表現であるとも捉えられ、天使が実在するとは必ずしも考えられていない。一方、福音派では、聖書は天使の存在を当然としており、人格をもった天使が存在することは聖書の教理であると信じられている。

#### ラバトーリによる説明
2013年、ローマ・カトリック教会の最上位天使学者であるレンゾ・ラバトーリ神父は「天使は実在する。だが翼はない。それは光の筋のような存在である。」と発表した。ラバトーリ神父はさらに、「天使の存在を感じるほどには、その姿を見ることはない」、「クリスタル製の花瓶で屈折した太陽光に少し似ている」と語った。

### 天使の創造
万物は神によって造られたものなので
（コロ1:16）、天使もまた神の被造物であると考えられ、カトリック教会では公会議でそのように規定された（第4ラテラン公会議、第1バチカン公会議）。天使の創造は人間の創造よりも前だとされる（第4ラテラノ公会議の第1カノンにおける信仰告白 Firmiter credimus ［強くわれらは信ず……］）。
日本正教会も、天使の属する霊的な世界は我々の物質的な世界に先立って創造されたものであり、よって特に天使は人間よりも前に創造されたとしている。

### 天使の階級
中世以降、天使の階級にはさまざまなものが提案されているが、それらにおいて広範な影響を与えたのは神秘思想家偽ディオニシウス・アレオパギタの著作『天上位階論』が提示した図式である。
新プラトン主義的な存在の階層構造に沿った聖なる秩序の思想を示したこの著作は、天上の位階（ヒエラルキア）について記述し、天上の存在者を三階層の三つ組に配した。これが後の神学者にも引用され、天使の「天軍九隊」または「九歌隊」として広く知られるようになった。
なお、ユダヤ教ではこれとは異なる階級が想定されている。
上位三隊 「父」のヒエラルキー
- 熾天使（セラフィム）
- 智天使（ケルビム）
- 座天使（王座）

中位三隊 「子」のヒエラルキー
- 主天使（主権）
- 力天使（力）
- 能天使（能力）

下位三隊 「聖霊」のヒエラルキー
- 権天使（権勢）
- 大天使
- 天使

日本正教会は、この階級を聖伝として認めている（ただし訳語は異なる）。

### 天使の名称

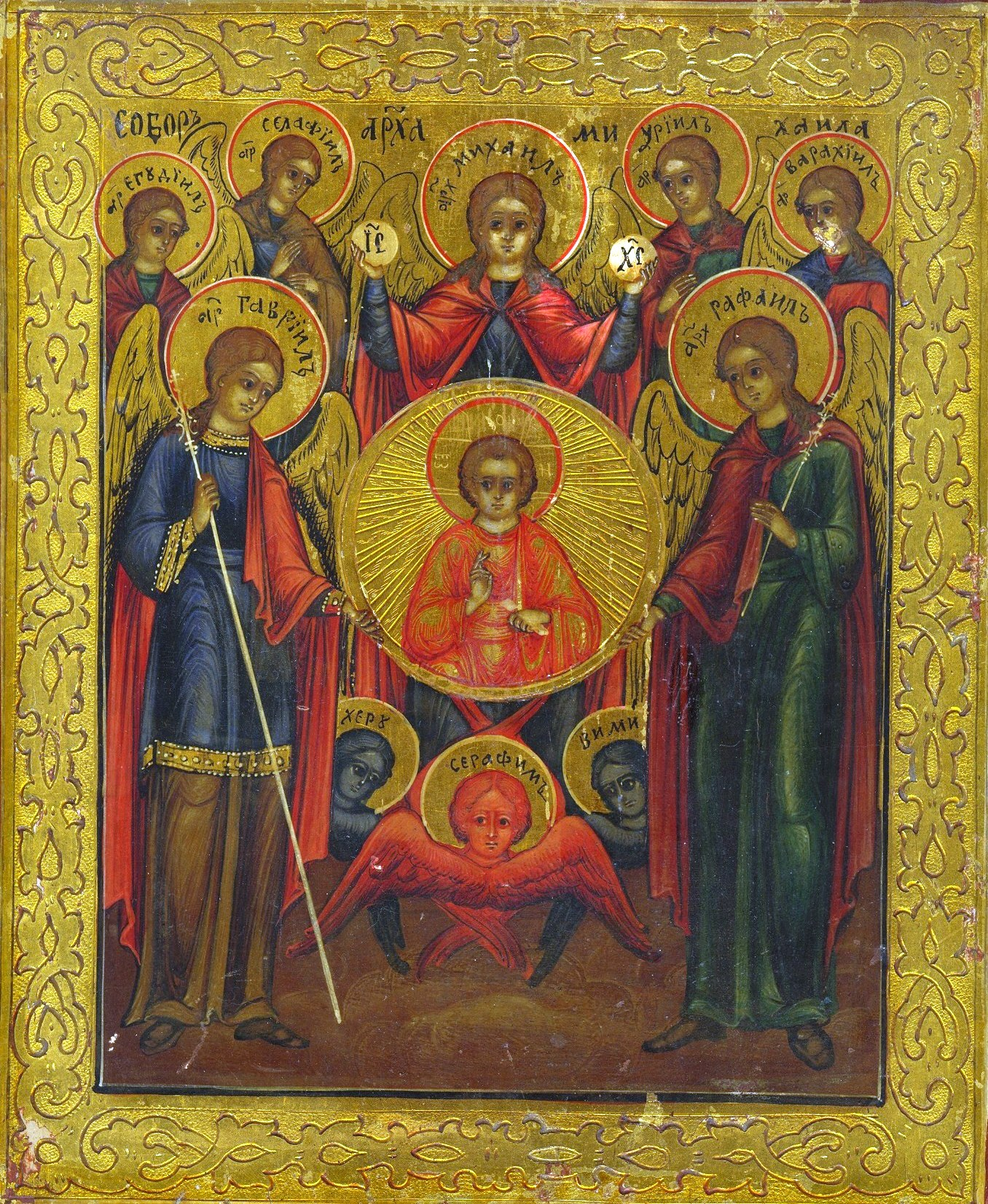
天使の集会_{(英語版)} ("Собор Архистратига Михаила"). 七大天使を描いた正教会のイコン。左から右へと順にイェグディエル、ガブリエル、セラフィエル、ミカエル、ウリエル、ラファエル、バラキエル。中央にあるキリストのインマヌエルのマンドルラ（全身を包む楕円形の身光）の下に、青の智天使と赤の熾天使を描いている。

聖書には大天使 (Archangel) という呼称が二度登場しており（一テサ4:16、ユダ1:9）、ミカエルという天使が大天使の一人として挙げられている。
ミカエル以外にも、ダニエル書には名前のついた天使としてガブリエルが登場し、聖書外典ないし第二正典のトビト書にはラファエルが登場する。カトリック教会ではこの2人も大天使とみなされている。また、ラファエルは自身を「聖者の栄光の御前に行き来する七人の聖なる天使の一人」（七大天使）と表現している（トビ12:15）。
教父たちはウリエルという天使に頻繁に言及しており、キリスト教では時に大天使とみなされるものの、これは聖書外典の第四エズラ書に登場するのみで、聖書正典には登場していない。
カトリック教会では聖書に名前が登場するガブリエル、ラファエル、ミカエル以外の天使に名前をつける行為を推奨していない。
正教会の聖伝では、千人もの大天使がいるとされるものの、名前で崇拝されているのは七大天使のみである。
正教会の七大天使は前述したミカエル、ガブリエル、ラファエル、ウリエルにセラフィエル、イェグディエル、バラキエルを加えたものである（8番目としてイェレミエルを加えることもある）。
一方、旧約聖書続編を認めないプロテスタントは ユダ1:9 に登場するミカエルのみを大天使とみなし、ダニ9:21 の記述によりガブリエルを（大天使ではない通常の）天使としている。

### 守護天使
守護天使（しゅごてんし）は、キリスト教徒の一人一人に付き添って信仰を守り導く天使のこと。神が人間につけた天使で、その守護する対象に対して善を勧め悪を退けるようその心を導くとされる（カトリック教会参照）。
守護天使の存在がカトリック教会で肯定されている（『公教要理』、『カトリック教会のカテキズム』）。

## イスラム教における天使
イスラム教では、天使の存在は信徒（ムスリム）が信仰すべき六信のひとつである。アラビア語で単数形マラク (مَلَك [malak]) でヘブライ語からの借用語とみられるが、通例、複数形のマラーイカ ( مَلائِكة [malā'ika])、マラーイク ( مَلائِك [malā'ik]) で呼ばれる。マラーイカは唯一神であるアッラーフが創造した存在であるが、神と人間の間で仲立ちを務める、霊的に神と人間の中間の存在であるとされる。イスラム教での天使もユダヤ教、キリスト教での天使とほぼ同じである。

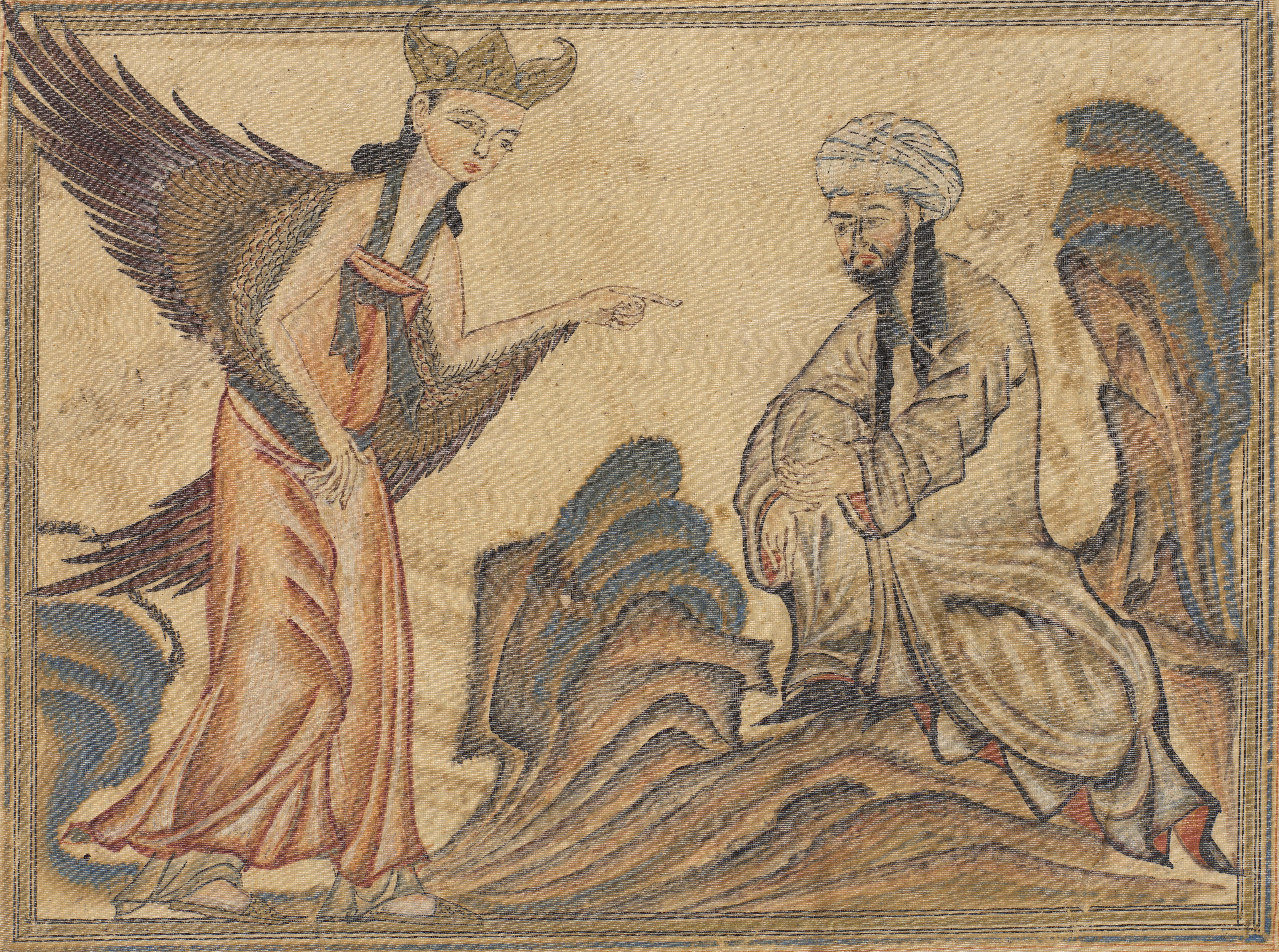
ジブリールから啓示を受ける預言者ムハンマド（集史より）。

マラーイカは数多く存在するが、その頂点にあるのがジブリール (جبرئيل [Jabra'īl]、جبرائيل [Jabrā'īl, Jibrā'īl]、جبريل [Jibrīl])、ミーカーイール ( ميكائيل [Mīkā'īl])、イズラーイール ( عزرائيل [`Izrā'īl])、イスラーフィール ( اسرافيل [Isrāfīl]) の四大天使である。ジブリールとミーカーイールはクルアーンに登場する。クルアーンには名前と役割の明らかな天使はそれほど登場しないが、ハディースなどの伝承において天使に関する様々な言及が存在する。それによれば、天使は神が光から創造した存在で、主に天上にあって神を助ける役割を帯びている。
ジブリールはクルアーンに3度言及されており (Q 2:28-29, 66:4)、天使の筆頭とされる。イスラムの預言者ムハンマドに啓示を教えた存在として特に重要視されている。キリスト教での教義と同様にイエス（イーサー）の母マリア（マルヤム）に受胎告知を行った天使であり、またアブラハム（イブラーヒーム）がイサク（イスハーク）を犠牲に捧げようとした時に、神の命令によってこれを制止した天使もジブリールとされている。ミーカーイールはクルアーンで一度だけ「ミーカール ( مِيكَال [Mīkāl])」と表記されてジブリールと並んで出て来るが (Q 2:98)、イスラム諸文献ではジブリールに比べると言及される頻度はあまり多くない。イズラーイールはクルアーンにも言及されている「死の天使 ( ملك المَوْت [malaku l-mawti]）」(Q 32:11) のことと考えられており、死を司る天使とされている。魂を引き離す役割を担い、人間が世界のいついかなる場所にあっても予定された時に必ず現れて死をもたらす存在であるという。ただし、個人の死の予定については神が決めるため、イズラーイール自身には分からないという。イスラーフィールは終末の審判の時に、その到来を告げるラッパを吹く天使とされる。頭は天に達し足は地に至るというほどの巨体であるという。終末に天使がラッパを吹くことはクルアーンで述べられているが、イスラーフィールという名は出て来ず、ハディースなどでその名前が知られている。
イスラム教では後に創造されたものであるほど優れているという考えがあり、アッラーフは天使に、最初の人間であるアーダムを礼拝するように命じた。天使は神を称讃して止まぬ存在で、神の唯一性（タウヒード）や啓示の真正さを確証する存在でもあるとされる。そのため、神の啓示を預言者たちに伝える役割を担い、終末にはラッパを吹き鳴らし、死者の生前の善行や悪行など行いの全てについてやその判決を記録する者ともされている。多くは神の天の玉座の周りを神を讃美しながら幾重にも巡っているといい、天の楽園の番人たちも天使の役割とされている。また、場合によっては個人の救済のために現れることもある。総じて、イスラム教の天使は、神の補佐役として様々な役割を遂行する存在である。

## その他の天使

### 聖書偽典における天使

#### アダムの家系と天使
旧約偽典「ヨベル書」によれば、アダムの子孫は代々天使と人間の間に生まれた娘と結婚し、その一族エノク、メトシェラ、ノアなどが生まれたという。

#### 堕天使
創世記のノアの洪水の部分と旧約聖書の偽典でエチオピア正教会の正典エノク書によれば、天使の一部グリゴリ（200名）が人間の娘と交わりネフィリム（天から落ちてきた者たちの意味、通常は巨人と訳されている）を生みだすという事件を起こしたが、大洪水でノアの方舟以外のネフィリムを含む人間は死に絶えている。キリスト教におけるヨハネの黙示録による学説では、天使の一部は神に反逆し堕天使となり、その長は元天使長暁の天使ルシファーで、争いに敗れて地獄の長となったとされる。
ヘレニズム期のユダヤ教セクト、クムラン教団で破壊をもたらす闇の天使とされたベリアルは、新約聖書の時代には悪魔の固有名詞として扱われるようになった。コリントの信徒への手紙二では、ベリアルがキリストと反対の位置にあることが示されている。

### 『バルクの書』の天使
ヒッポリュトスの『全異端反駁』の報告するところでは、グノーシス主義ナハシュ派（蛇派）の『バルクの書』には以下のような神話が含まれていたという。
第二の男性原理エロヒム（万物の父）と第三の女性原理エデンまたはイスラエル（体は女性、足は蛇身）の間に24の天使が生まれた。この天使をモーゼはパラダイスと呼んだ。エロヒムとエデンには各々に12の天使が仕えた。エロヒムの天使がエデンの人身の土からアダムとイヴの体を創った。エロヒムが天に昇ったので怒ったエデンはナハスとアフロディテ（バベル）により人間の霊を苦しめさせた。エロヒムの天使バルクはモーゼや他の預言者、ヘラクレスなどに働きかけて人間の霊を天上へ昇らせ救おうとするもモーゼ・預言者はナハス、ヘラクレスはアフロディテの誘惑に敗れる。バルクはイエスに全てを話し、ついにイエスの霊は天上に昇り後続の人間も救われた。

### オカルティズムにおける天使
ダイアン・フォーチュンは、心霊現象から自分を防衛する必要がある時に魔法円を描いて天使に祈る方法を紹介している。
また、「天使うらない」という占いが行われている。

## 天使の概念史
「仕える霊」としての「み使い」は捕囚期以降の観念であると考えられている。古い文書、とりわけモーセ五書に登場する「ヤハウェの使い」はむしろヤハウェの特別な顕現ないし密接な関係にある高次の霊と考えられた。セラフィムやケルブ・ケルビム、あるいはオファニムなども、「み使い」の意味での天使とは考えられていなかった。彼らは、神ヤハウェと密接な関係を持つ高次の霊ではあるが、何か異質な者と考えられていた（この考えはまた、初期のキリスト教の神学者たちも感じていた）。
バビロン捕囚期以降、神が多数の霊に仕えられているとする観念が生まれた。この「天の宮廷」にバビロニア神話の影響をみるものもいる。またおのおのの国にはそれを司る天使（国の君）がいるという考え方が生まれた。

### 天使と神々

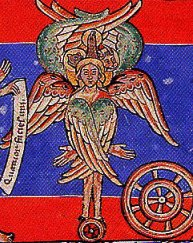
多数の羽根を持つケルビム。作者不詳 (1156)。

3宗教の聖典であるモーセ五書における「神の使い」「ヤハウェの使い」は、ヤハウェの顕現体であり、ときにヤハウェと同一視されるが、天使はこれと異なり、「仕える霊」として描写される。旧約聖書における「仕える霊」「天の軍勢」としての天使への言及は比較的新しく、ユダヤ人のバビロン捕囚期以降に成立した概念と考えられている。ミカエル、ラファエルなど固有の名前をもった天使は、捕囚期以後に成立した文書にはじめて現れる。3世紀のラビ・シメオン・ベン・ラキシュはこのことを指摘し、これらの天使がバビロニア王国に捕囚されていた時代に由来するとの説をたてた。
ここから、天使の概念は、アブラハムの宗教が広まり、他民族を取り込んでイスラエル民族が成立していく過程で、他宗教の神を、唯一神によって創造された下位の存在として取り込んでいったとする考えがある。またゾロアスター教の神の組織のあり方に、天使の組織のあり方が類似しており、天国と地獄の概念、善悪の天使に分かれて戦う戦争の概念はゾロアスター教の考え方から影響があると言われている。しかし、天使が本来持っている霊的・神学的な概念を示す最古のものは、古代世界とはほとんど関係が無く、全ては旧約聖書と新約聖書に結びついている。

### 2種類の天使
天使は主に二つの類に分かれる。第一は「み使い」と呼ばれる天使である。第二は、セラフィム（熾天使）、ケルビム（智天使）、オファニム（座天使）がそうであるが、多数の眼を持ち、多数の翼等を持った姿の天使である。これらは一般的な天使のイメージとはほど遠い怪物的なイメージで表現されている。
第一の天使は、『旧約聖書』『新約聖書』においては、姿が見えないか、翼など持たず普通の人と変わらない、成人か若い青年の姿で現れる。（なお、ガブリエルやミカエルは下級天使の位階である大天使とされるが、上級天使である熾天使や智天使の位階にあるとされる場合もある。これは、キリスト教で天使位階を論じて、彼らを最高位天使としたためである。彼らは、怪物のような姿では考えられていない）。

### 天使像の変遷
初期のキリスト教では、天使は(現在の一般的な天使イメージとは異なり)翼を持たない姿で描かれることもあったが、聖書中には4つの翼を持つケルビム と6つの翼を持つセラフィム の記述が存在する。この内、ケルビムの描写は翼の下に人間の手があるとされ、現在広く知られている天使の容姿と合致する内容である。聖書と内容を一部共有するクルアーンにおいても、天使は2対、3対、または4対の翼を持つ存在であるとされている。天使が有翼の姿であると普及するようになるのは、オリエント・ペルシアの天使・精霊のイメージなどが混合されてきたことも一因であると考えられる。
中世ヨーロッパにおいては、絵画から窺える限りでは、天使は有翼で、当時の西欧人の衣装をまとい、「天の聖歌隊」を構成する天使たちは美少年の姿に、悪と戦う使命を持ったミカエルなどは、鎧をまとい剣を帯びた、雄々しい戦士の姿で描かれていた。
近世以降、無垢な子供の姿や、女性の姿、やさしい男性の姿を取って表現されることが多くなった。これはルネサンス期にローマ神話のクピド（女神ウェヌスの子である愛の神）からイメージを借りたとされる。場合によっては童子の顔と翼だけで身体を持たない姿に描かれることもある。
2013年、ローマ・カトリック教会のレンツォ・ラヴァトーリ神父は、ローマで行われた天使美術に関する討論のなかで、翼の生えた子どもとして描かれる天使像は真の姿ではなく、天使は目には見えないが、譬えるならばクリスタルガラスの花瓶を通すことで人の目に映る姿を歪ませる陽光のようなものだと主張した。